# Nederland Vertrekt
Nederland Vertrekt is een reisprogramma dat te zien is op RTL 4.
In dit programma reizen de presentatoren van RTL 4 Nederlanders achterna naar hun vakantieplek. Het programma stond in de zomer geprogrammeerd en was in 2008 elke werkdag en op zondag te zien van 20.00 tot 20.30 op RTL 4. De herhaling is rond 23.15.

## Presentatie
- Beau van Erven Dorens (2008)
- Sylvana Simons (2008)
- Froukje de Both (2008)
- Sander Janson (2008)
- Lieke van Lexmond (2008)
- John Williams (2008)
- Evelyn Struik (2008)
- Robert ten Brink (2008)
- Vivian Slingerland (2008)
- Ursul de Geer (2008)
- Nicolette van Dam (2008)
- Tim Immers (2008)
- Gaston Starreveld (2008) (voor de straatprijs)